# 二ノ森
二ノ森（にのもり）は、石鎚山の南西側に位置し四国山地西部の石鎚山脈に属する山である。愛媛県第二の高峰で山名もこれに由来し、四国でも剣山地の次郎笈(1,930.0m)に次いで4位、西日本でも同じく次郎笈に次いで5位となる。

## 概要
二ノ森は、西の堂ヶ森より石鎚山に至るルートの間にある鞍瀬ノ頭(1889m）・二ノ森・面河尾根ノ頭(1866m、三ノ森）の中程に位置する。石鎚山、二ノ森を含む石鎚山地一帯は石鎚国定公園に指定され、秋には山頂から南側の面河渓まで紅葉前線が下る。山頂には一等三角点「面河山」が設置され1,929.6mとなっている、石鎚山には弥山の北西の峰（北岳、1920.9m）に三等三角点しかないので、当山が、一等三角点百名山に選ばれている。
山頂からは北東側に石鎚山の岩稜が聳え立ち、北側に瀬戸内海、西側に松山平野および遠くに九州の山々、南から東側にかけて四国山地の山々が幾重にも重なり、土佐湾も望むことができる。
山頂付近はミヤコザサで覆われ、周囲にはシコクシラベ、ダケカンバ、少し下るとブナなどの天然林となる。

## 登山ルート
ロープウェイやスカイラインなどアクセスに便利な石鎚山とは異なり、長い山岳歩行を余儀なくされる。西条市旧丹原町の鞍瀬川を遡り、保井野地区から堂ヶ森1,689mに登り、稜線沿いに東側へ縦走して山頂に至る。また石鎚山から西ノ冠山1894mを経て稜線を縦走するルートもある。

## ギャラリー

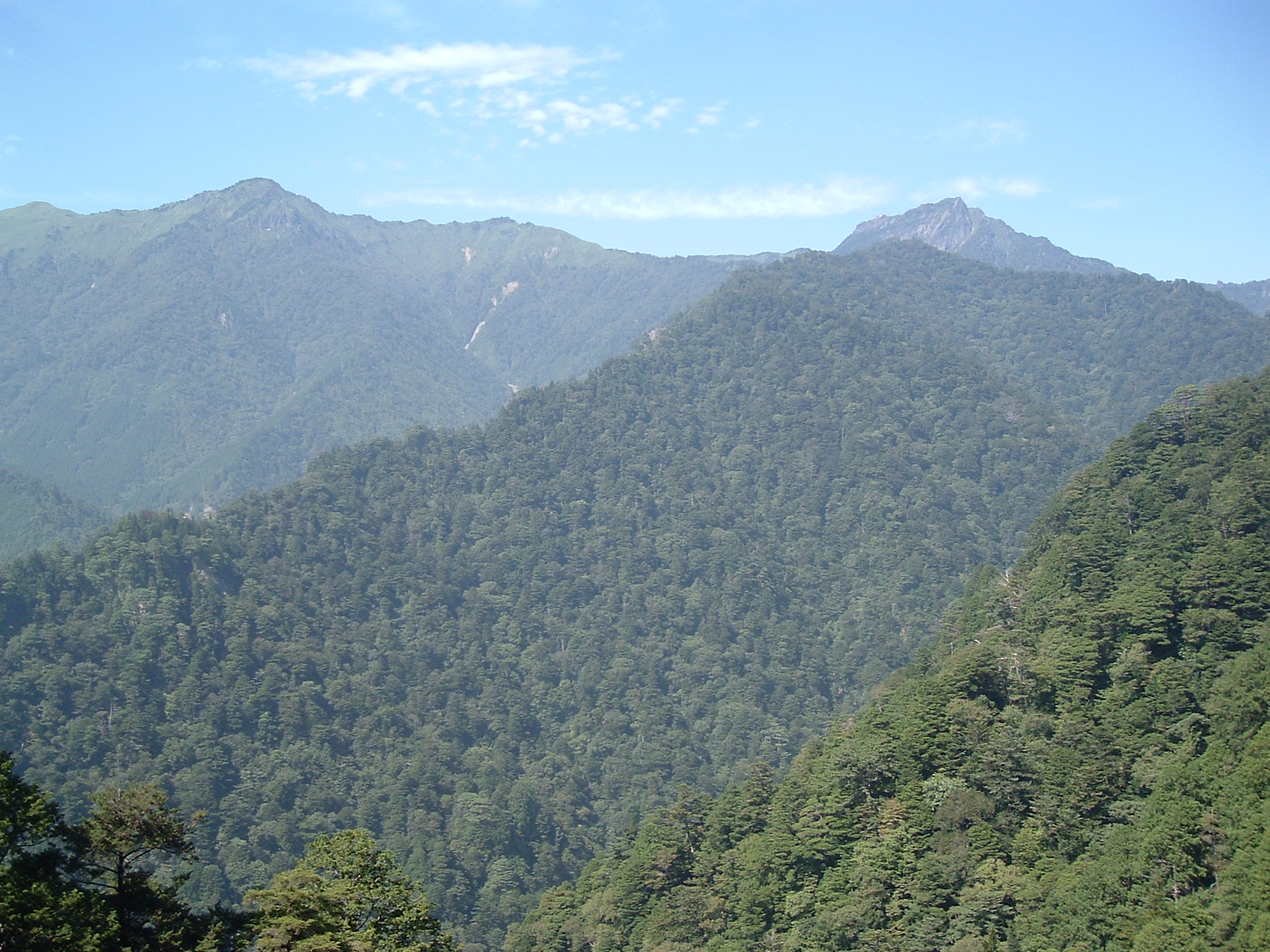
南から望む二ノ森 (左) と石鎚山 (右奥)
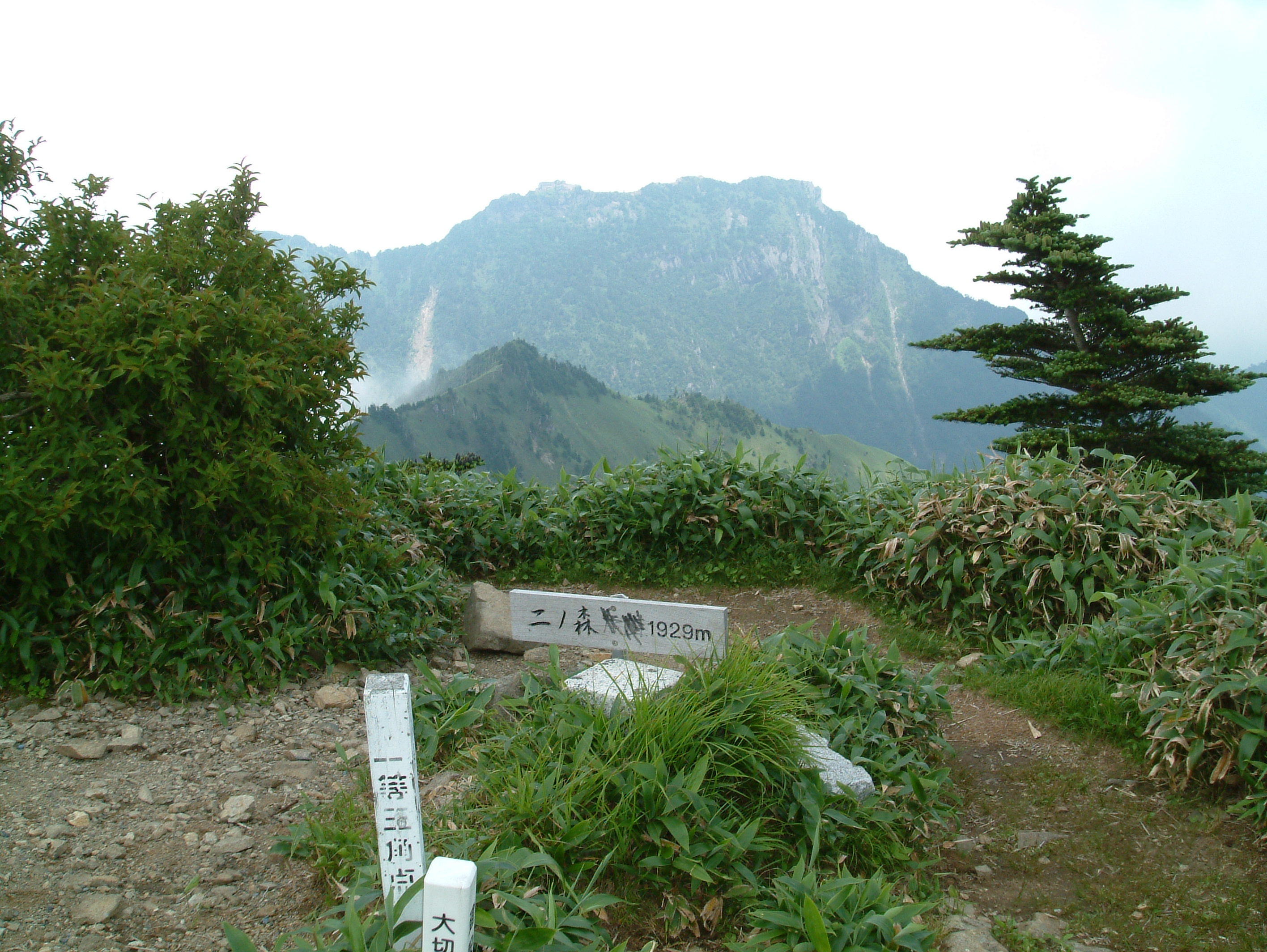
頂上より眼前に三ノ森、その奥に石鎚山